# آرتور (مجموعه تلویزیونی)
آرتور مجموعه تلویزیونی پویانمایی و آموزشی برای کودکان است که محصول کشورهای آمریکا و کانادا است. این پویانمایی توسط کوکی جار گروپ و WGBH برای شبکهٔ پی بی اس ساخته می‌شود. این کارتون برای سنین ۴ تا ۸ سال می‌باشد. داستان این پویانمایی در شهری خیالی در آمریکا به نام الوود سیتی اتفاق می‌افتد که حول محور زندگی پسر هشت ساله‌ای به نام آرتور رد، دوستان و خانواده‌اش و تعاملات روزمره‌ای که بین‌شان رخ می‌دهد است. در این پویانمایی تأکید زیادی بر ارزش آموزشی کتاب‌ها و کتابخانه‌ها و همچنین روابط با دوستان و اعضای خانواده می‌شود. این مجموعه، اغلب تأکید بر مقابله با مسایل اجتماعی و مسایل مرتبط با سلامت مانند مرگ یک حیوان خانگی، خوانش پریشی، سرطان‌های رایج، نشانگان آسپرگر و بیماری آلزایمر که بر روی کودکان تأثیر می‌گذارند، دارد.
این مجموعه تلویزیونی براساس سری کتاب‌های آرتور نوشته مارک براون ساخته شده‌است. گروه کوکی جار و WGBH در سال ۱۹۹۴ شروع به تولید این پویانمایی کردند. اولین قسمت این مجموعه در ۷ اکتبر ۱۹۹۶ نمایش داده شد و تاکنون ادامه دارد و فصل ۲۲ در حال تولید است. آرتور اعلام کرده‌است که حداقل چهار فصل دیگر را تا فصل ۲۵ اجرا کند. از آغاز پخش تاکنون در حدود ۲۳۹ قسمت بوده و مدت زمان هر قسمت در حدود ۲۴ تا ۲۶ دقیقه می‌باشد. آرتور طولانی‌ترین زمان پخش را در بین مجموعه‌های پویانمایی برای کودکان در آمریکا را دارد هم‌چنین مکان دوم طولانی‌ترین زمان پخش بین مجموعه‌های تلویزیونی پویانمایی در آمریکا، پس از سیمپسون‌ها را دارد.

## خلاصهٔ داستان
آرتور رد شخصیت اصلی داستان یک موریانه‌خوار بومی آفریقا شبیه انسان می‌باشد که هشت سال دارد و در شهر خیالی الوود سیتی زندگی می‌کند. او دانش‌آموز کلاس سوم ابتدایی مدرسه لیک وود است. خانوادهٔ آرتور شامل پدرش دیوید، مادرش جین و دو خواهرش به نام‌های دورا که پیش دبستانی است و کیت که هنوز نوزاد می‌باشد است. پدر او سرآشپز و مادرش نیز حسابدار است.

## پخش از صدا و سیما
مجموعه آرتور به مدت یک دهه از شبکه ۱ سیما در ایران پخش شد. سرپرست گویندگان این مجموعه ناصر نظامی بود. گوینده نقش آرتور فریبا شاهین‌مقدم بود.